# Smörgåspapper

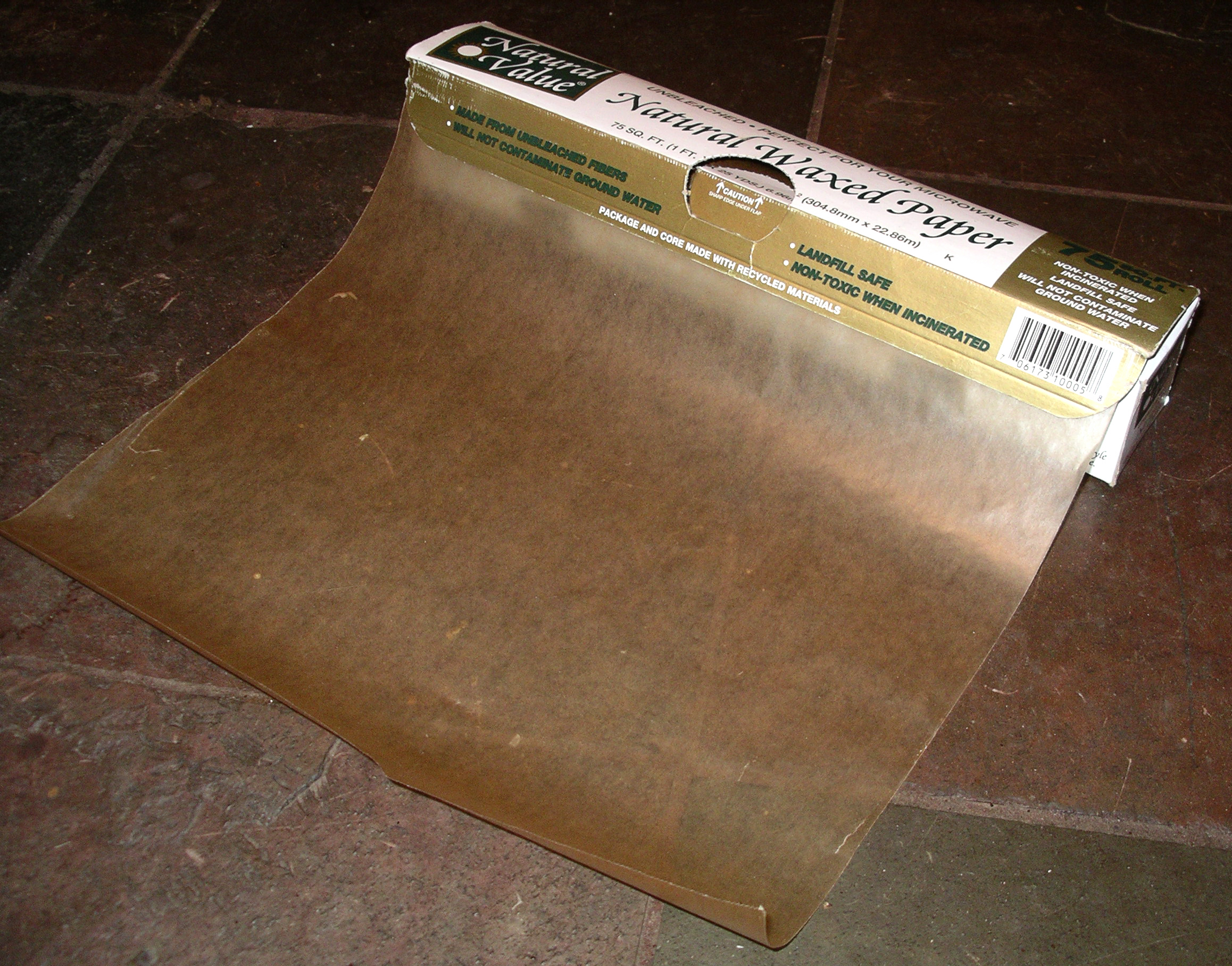
Smörgåspapper

Smörpapper eller smörgåspapper är ett tunt halvtransparent fetthärdigt papper tillverkat av kemisk pappersmassa, där motståndsförmågan mot fett uppnåtts genom långt driven malning. På engelska kallas dessa papperskvaliteter "greaseproof paper".
Smörpapper användes förr främst till omslag för smör på grund av egenskaperna, men det kan även användas som omslag till smörgåsar eller mellanlägg mellan smörgåsar, och omslag till bakverk. Till skillnad från bakplåtspapper tål smörpapper sällan hög värme. Fram till slutet på 1980-talet användes liknande papperskvaliteter också i samband med ritningsarbeten, men ritpapper var inte fetthärdigt. Originalen ritades på halvtransparent ritpapper och från originalen kunde man sedan kopiera till vanligt papper i breda ljuskopieringsmaskiner.
Smörpapper har en ytvikt mellan 30 och 70 g/m².